# Kader Fall
Kader Fall (né le 25 décembre 1986) est un footballeur sénégalais qui a joué en dernier lieu pour le club de Premier League koweïtienne Al Arabi en tant que milieu de terrain.

## Biographie
Kader a gagné avec Al Arabi SC la super coupe du Koweït, la coupe du prince héritier, la coupe de la fédération du Koweït et a eu 3 saisons fantastiques avec eux.

## Palmarès
| Maghreb de Fès - Championnat du Maroc : - Champion : 2010-11. - Coupe du Maroc (1) : - Vainqueur : 2010-11. - Coupe de la confédération (1) : - Vainqueur : 2011. |  | Al Arabi SC - Coupe Crown Prince du Koweït (1) : - Vainqueur : 2012. - Finaliste : 2013 et 2014. - Coupe de la Fédération du Koweït : - Finaliste : 2013 et 2014. - Supercoupe du Koweït (1) : - Vainqueur : 2012. |